# Château de Tostat

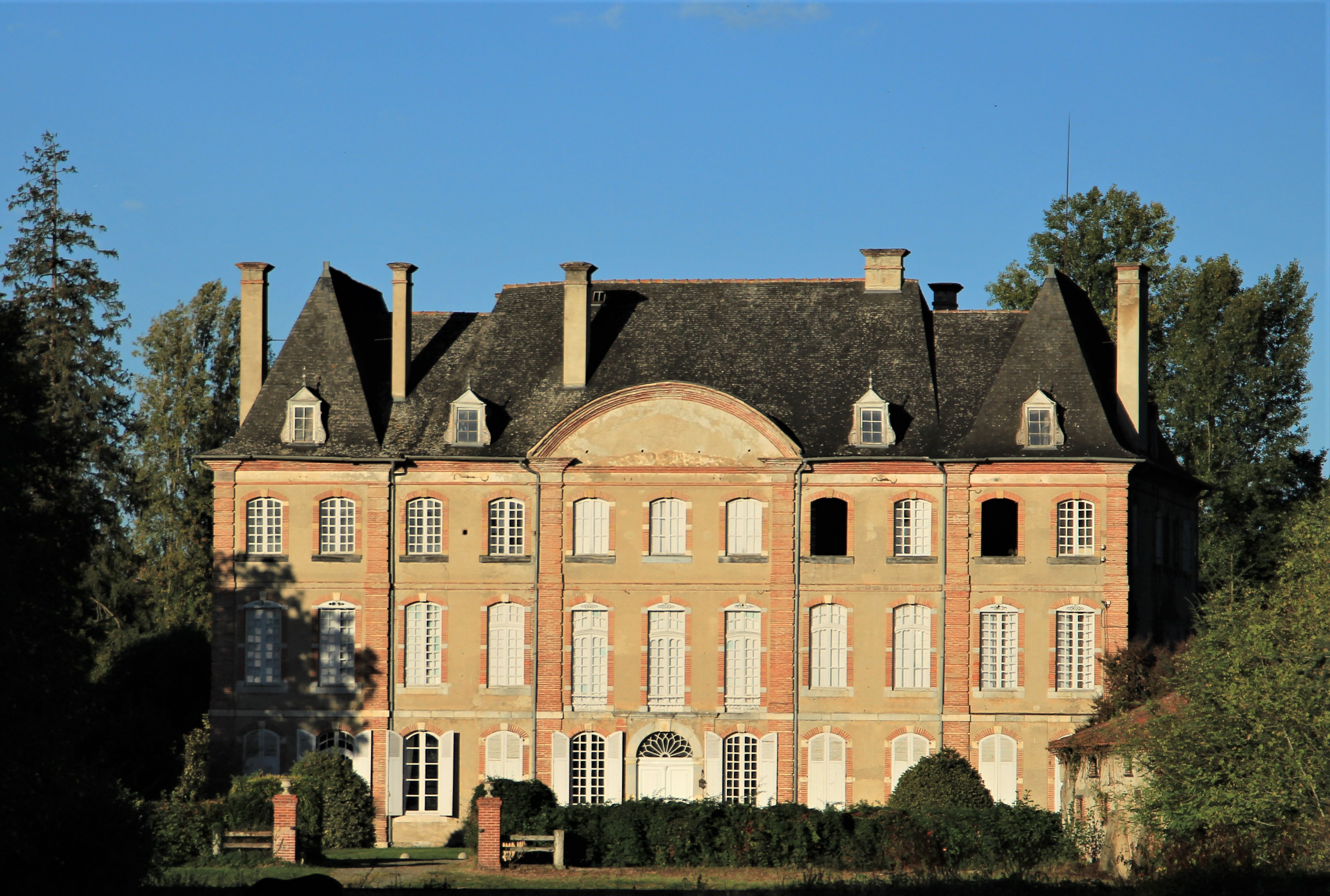
Le château de Tostat.

Le château de Tostat est un château construit au XVIIIe siècle pour la famille de Bazillac, situé dans la commune de Tostat dans les Hautes-Pyrénées en région Occitanie.

## Histoire
Le château actuel prend place sur un précédent datant du XIVe siècle. Tostat fait alors partie de la baronnie de Bazillac, plus tard élevée en marquisat. Le premier château est composé d'un corps de logis simple en briques et pierre, entouré de douves en eaux. Il est construit à partir de 1305 à l'initiative de Raymond de Bazillac, proche du roi Philippe IV Le Bel et remanié plusieurs fois au cours des XVe siècle et XVIe siècle.
La famille de Bazillac quitte le château à la fin du XVIIe siècle pour s'établir durablement à Paris, Versailles et dans leur château de Betplan. Le domaine reste à l'abandon jusque vers 1760, période à laquelle la famille s'y intéresse de nouveau. Le marquis fait raser la demeure moyenâgeuse, menaçant ruine, à l'exception des douves et de la muraille ouest, pour y bâtir le château actuel, de 1770 à 1785.
Bien que le gros œuvre eut été terminé, les finitions et les aménagements intérieurs sont stoppés par la Révolution française, ce qui contraint le marquis et sa famille à fuir. De retour après 1800, le marquis fait terminer le chantier à l'exception du fronton extérieur resté inachevé et fait meubler la demeure à grand frais.
Leur fortune fortement écornée, les Bazillac tentent tout au long du XIXe siècle des mariages en vue de redorer leurs finances. Ne sachant néanmoins gérer leur argent, ils sont contraints de vendre plusieurs de leurs propriétés, les meubles du château et de morceler les vastes terres du domaine.
Au début du XXe siècle, il ne reste que le château et 320 hectares de terres, finalement vendus au général Rivière d'Arc qui s'en porte acquéreur en vue d'y implanter un élevage équin pour fournir la cavalerie de la caserne Reffye de Tarbes. 
Ayant pour devise Je maintiendrai, la famille Rivière d'Arc est aujourd'hui encore, propriétaire du domaine.

## Architecture
Le château actuel est un vaste corps de logis sur quatre niveaux composé d'un avant-corps central surmonté d'un fronton curviligne orné d'une sculpture inachevée, ainsi que deux ailes symétriques terminées par deux pavillons aux toitures indépendantes. 
Il est entouré par des douves en eaux et une ancienne muraille à l'ouest, vestiges du château féodal. L'intérieur se compose notamment de riches décors de gypseries et stucs ainsi que de boiseries sculptées.

## Protection
Le domaine est inscrit monument historique par arrêté du 6 novembre 1987 pour l'ensemble de ses intérieurs et décors du rez-de-chaussée et du premier étage et sa cage d'escalier.
Il est classé monument historique par arrêté du 5 décembre 1988 pour ses façades, toitures et les vestiges de l'ancien logis.

## Divers
Le 29 février 2020, un violent incendie ravage une partie des dépendances du château occasionnant le décès d'un homme.
Propriété privée, le domaine est ouvert à la visite à l'occasion des journées européennes du patrimoine.